# BSW Brandenburg
Das BSW Brandenburg ist der brandenburgische Landesverband der Partei Bündnis Sahra Wagenknecht (BSW).

## Geschichte
Die Bundespartei wurde am 8. Januar 2024 in einem Hotel in Berlin gegründet. Am 25. Mai 2024 fand der nicht öffentliche Gründungsparteitag des brandenburgischen Landesverbands mit 33 anwesenden von damals 36 Mitgliedern in Schwedt/Oder statt, bei dem der Landesvorstand gewählt wurde. Zum Landesvorsitzenden wurde Robert Crumbach gewählt.
Bei den Kommunalwahlen in Brandenburg, die zusammen mit der Europawahl am 9. Juni 2024 stattfanden, trat die Partei BSW nicht an, sondern nur lokal unter abweichenden Namen mit anderen Wahlbündnissen. da zum Zeitpunkt der Kandidatenaufstellung noch kein Landesverband existierte. Jedoch traten Wahlbündnisse in den Landkreisen Elbe-Elster (als Bündnis Vernunft und Gerechtigkeit; 3,1 %, 2 Sitze), Märkisch-Oderland (als Bündnis MOL - Wählergruppe Bündnis MOL für Vernunft und Gerechtigkeit, 3,4 %, 2 Sitze) Oberhavel (als Bündnis Frieden, Vernunft und Gerechtigkeit, 0,7 %), Oder-Spree (als Bündnis LOS - Bündnis LOS für Vernunft und Gerechtigkeit, 2,5 %, 1 Sitz) Prignitz (als BüP - Bürgerbündnis Prignitz - Vernunft und Gerechtigkeit, 1,5 %, 1 Sitz) Uckermark (als BfVG - Bürgerbündnis Uckermark für Vernunft und Gerechtigkeit, 4,4 %, 2 Sitze) und in der kreisfreien Stadt Brandenburg an der Havel (als Bürger für Frieden, Vernunft und Gerechtigkeit, 5,0 %, 2 Sitze) an. Die Wahlbündnisse erhielt also zwischen 0,7 und 5,0 % der Stimmen und damit deutlich weniger als die offiziellen BSW-Wahllisten bei den zeitgleich abgelaufenen Kommunalwahlen in Sachsen und Mecklenburg-Vorpommern.
Der erste Landesparteitag des BSW Brandenburg, bei dem die Mitglieder der Landesliste für die Landtagswahl in Brandenburg am 22. September 2024 gewählt wurden, fand am 29. Juni 2024 statt. Das BSW Brandenburg trat nur mit einer Landesliste von 30 Kandidaten an und hatte keine Direktkandidaten in den 44 Wahlkreisen. Der BSW-Wahlkampf war auf die nicht antretende Sahra Wagenknecht konzentriert, während die Kandidaten, insbesondere der Spitzenkandidat Robert Crumbach, wenig sichtbar waren.

Zweitstimmen des BSW in Brandenburg 2024

Bei der Landtagswahl am 22. September 2024 erreichte das BSW 13,5 Prozent und 14 Sitze. Als BSW-Landtagsabgeordnete wurden gewählt: Robert Crumbach, Jouleen Gruhn, Stefan Roth, Niels-Olaf Lüders, André von Ossowski, Melanie Matzies-Köhler, Falk Peschel, Sven Hornauf, Jenny Meyer, Andreas Kutsche, Reinhard Simon, Christian Dorst, Gunnar Lehmann und Oliver Skopec.
Seit dem 12. Dezember 2024 ist das BSW Brandenburg mit dem Kabinett Woidke IV an der Landesregierung beteiligt.
Im Januar 2025, ein Jahr nach seiner Gründung, hatte sich die Mitgliederzahl des BSW Brandenburg von 40 auf 60 erhöht. 14 davon sind Abgeordnete.
Am 12. Juli 2025 wurde Friederike Benda zur Nachfolgerin von Crumbach als Landesvorsitzenden gewählt.

## Landesvorstand
Der Landesvorstand wurde bei der Landesverbandsgründung am 25. Mai 2024 und durch eine Nachwahl am 12. Juli 2025 gewählt. Ihm gehören die Vorsitzende Friederike Benda, die beiden stellvertretenden Vorsitzenden Andreas Kutsche und Niels-Olaf Lüders, der Schatzmeister Jernou Chahin, der Landesgeschäftsführer Stefan Roth sowie die Beisitzer Jouleen Gruhn, Melanie Matzies-Köhler, Jenny Meyer und Detlef Tabbert an.